# Sinarchia
La sinarchia è un ipotetico sistema di governo gerarchico, nel quale si è ammessi, si permane o si esce esclusivamente in base alla propria conoscenza e alle proprie capacità o, più precisamente, in base ai propri meriti.
La parola sinarchia - dal greco συν syn (assieme) e ἀρχή arché (comando) - significa "governare assieme".

## Storia
Il più antico uso di questo termine si attribuisce a Thomas Stackhouse (1677-1752), un sacerdote britannico che lo usò nella sua pubblicazione New History of the Holy Bible from the Beginning of the World to the Establishment of Christianity (pubblicata in due volumi nel 1737).
La teoria della sinarchia è stata sviluppata da Saint-Yves d'Alveidre (1842-1909). Il concetto di sinarchia di Saint-Yves era essenzialmente una reazione al sorgere dell'anarchia e quindi il suo opposto: un governo fortemente ordinato, basato su quelli che a suo avviso erano leggi e principi universali. Ogni cosa e ogni persona ha il suo posto e il suo scopo. L'armonia, quindi, si raggiunge restando in quel posto e realizzando quello scopo, mentre ogni deviazione da queste leggi naturali porta al disastro.
Ogni stato deve essere fortemente organizzato a ogni livello con ognuno al suo posto specifico, altrimenti l'anarchia trionfa. Mettere in discussione la propria condizione non è tollerato. Il concetto che ognuno ha il suo posto e il suo posto preordinato significa che alcuni sono naturalmente destinati a comandare. In altre parole, Saint-Yves auspicava il governo di un'élite predestinata. E anche se gran parte della sua opera è rivolta alla praticabilità della sinarchia, al centro del suo nucleo sta una filosofia essenzialmente mistica.
L'élite è in armonia spirituale con le leggi universali, è in pratica una classe sacerdotale. La sinarchia è quindi una forma di teocrazia, di governo di sacerdoti o re-sacerdoti. La sinarchia arriva a suggerire che questa élite illuminata sia in diretto contatto con le intelligenze spirituali che governano l'universo e da cui riceve istruzioni (un po' come i faraoni dell'Antico Egitto, che erano allo stesso tempo sovrani secolari e intermediari tra gli dei e il popolo), ma in ultima analisi le élite sono sempre frutto di un'autoinvestitura.
Secondo questa teoria la sinarchia sarebbe già realizzata in un luogo misterioso chiamato Agarttha, e le comunicazioni tra il nostro mondo e l'Agarttha sarebbero interrotte fino a quando la sinarchia non verrà realizzata anche sul mondo in superficie. Simili notizie sono pervenute anche attraverso Ferdinand Ossendowski nel libro Bestie, uomini e dei, diario di un viaggio in Asia effettuato per scappare dalla tirannide sovietica. Prendendo spunto da entrambi i libri, questa ipotesi fu discussa, appellandosi anche a terze fonti mai rivelate, anche da René Guénon ne Il re del mondo.
In tempi più recenti si trovano ampi accenni al sistema di governo sinarchico anche in filosofi come Omraam Mikhaël Aïvanhov, il quale – in diverse conferenze e in svariati scritti, risalenti alla 2ª metà del XX secolo – lo propone come forma di governo ideale, adatta per garantire lo sviluppo armonico e pacifico delle società umane.

## Nella cultura di massa
Tale teoria è stata più recentemente ripresa da Umberto Eco ne Il pendolo di Foucault: la setta segreta del TRES (Templi Resurgentes Equites Synarchici) vi fa da punto di congiunzione di molte altre leggende della letteratura esoterica moderna.

## Utilizzo del termine
Negli ultimi anni il termine è solito indicare un ipotetico governo occulto planetario, o "governo ombra", che gestisce invisibilmente le trame della politica e dell'economia mondiale e che decide i destini dell'umanità, collegato alle teorie del complotto. Tale governo sarebbe il compimento dell'utopia descritta da Saint-Yves d'Alveidre, Ferdinand Ossendowski e René Guénon, e sarebbe capeggiato da potentati economici, come il gruppo di Bilderberg e la Commissione Trilaterale.